# Manuel Azancot de Menezes
Manuel Pedro Godinho Azancot de Menezes (* 1. Mai in Lahane Oriental, Dili, Portugiesisch-Timor) ist ein osttimoresischer Politiker und Prorektor an der Universidade de Díli (UNDIL). Azancot de Menezes ist Mitglied des Politbüros und des Zentralkomitees der Partido Socialista de Timor (PST). Außerdem ist er Generalsekretär der PST.

## Familie
Großvater von Manuel Azancot de Menezes war der afrikanische Nationalist und Arzt Ayres de Menezes. Sein Vater, Manuel Pedro Azancot de Menezes, arbeitete als Chirurg und Gynäkologe in Kap Verde, São Tomé und Príncipe, Angola und Osttimor. Der Onkel, Hugo Azancot de Menezes, war ein Mitbegründer der Movimento Popular de Libertação de Angola (MPLA) und ebenfalls Arzt, der zweite Onkel Óscar Jacob Azancot de Menezes war Agraringenieur und Forscher.

## Werdegang
Vor der Ausrufung der Unabhängigkeit Angolas am 11. November 1975 war Azancot de Menezes Mitglied der Forças Armadas de Libertação de Angola (FAPLA), dem bewaffneten Arm der MPLA. Zusammen mit kubanischen Soldaten kämpfte er gegen die Portugiesen, wobei er einen 120-mm-Mörser bediente.
1990 war Azancot de Menezes einer der Mitbegründer der Associação Socialista de Timor (AST), aus der die PST wurde, und Gründungsmitglied der Brigada Negra (BN), einer Untergruppe der Forças Armadas de Libertação Nacional de Timor-Leste (FALINTIL), dem bewaffneten osttimoresischen Widerstands gegen die indonesischen Besatzung (1975–1999).
In der Besatzungszeit war Azancot de Menezes für die diplomatische Vertretung der PST im Ausland (Portugal, PALOP, Vereinte Nationen) verantwortlich. 1992, 1995 und 1996 trug er für Osttimor Petitionen vor dem Wirtschafts- und Sozialrat der Vereinten Nationen vor. 2000 war Azancot de Menezes ein Vertreter der PST beim Kongress des Conselho Nacional de Resistência Timorense (CNRT) und 2001 kandidierte er als PST-Kandidat bei den Wahlen zur verfassunggebenden Versammlung, aus der später das Nationalparlament Osttimors hervorging. Im Dezember 2004 vertrat er Pedro dos Mártires da Costa, den einzigen PST-Abgeordneten im Parlament.
Anzancot de Menezes absolvierte ein Studium an der Universität Lissabon. Zwischen 1990 und 2002 arbeitete er im Conselho Científico-Pedagógico da Formação Contínua. Von 2007 bis 2014 war Azancot de Menezes Assistenzprofessor und assoziierter Professor im Departamento de Ciências da Educação des Instituto Superior de Ciências da Educação in Luanda. Hier arbeitete er unter anderem als Chef der Abteilung für Studien, Planung und Statistik. Im Juni 2015 wurde er Prorektor an der UNDIL in den Bereichen für Pädagogische Innovation, institutionelle Beurteilung und internationale Beziehungen. Daneben ist Azancot de Menezes Berater des Präsidenten der Comissão Nacional de Eleições (CNE).

## Veröffentlichungen
- Língua de Camões em Timor-Leste: Quo Vadis?
- Artikel auf Notícias de Almeirim
- Beiträge auf Timor Agora